# トリストラム・シャンディ

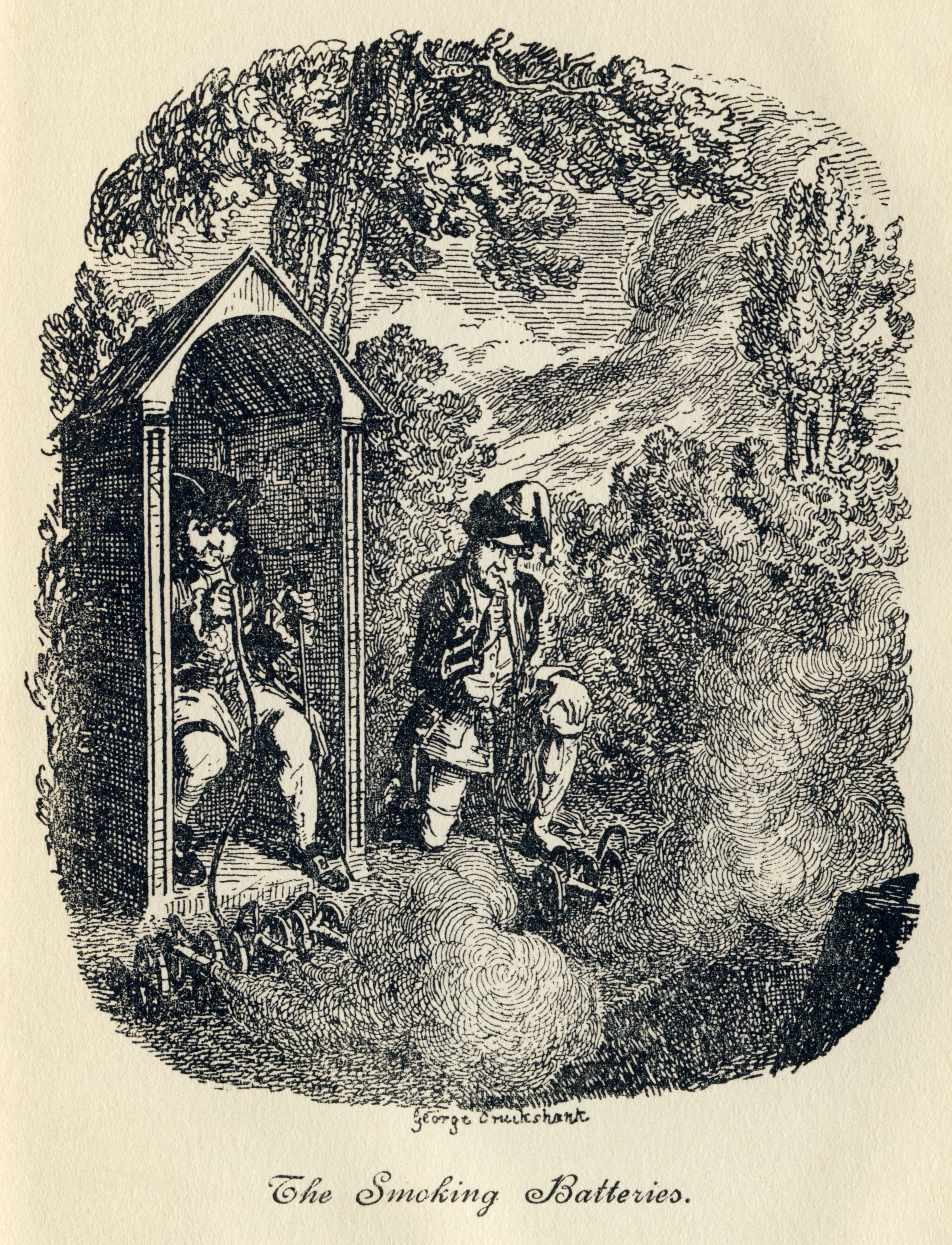
挿絵

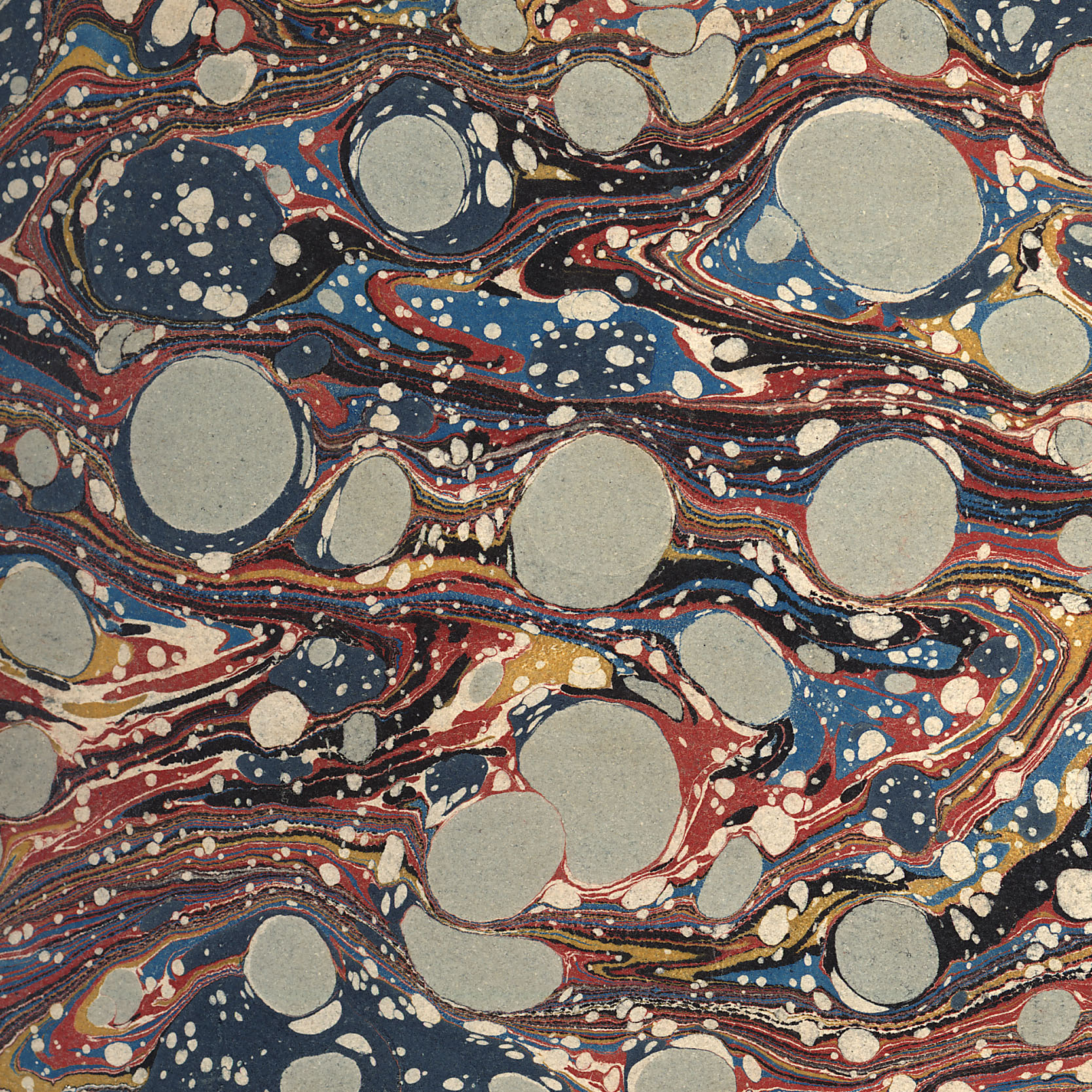
語り手トリストラムは、このような墨流し模様こそ「私のこの著作のゴチャゴチャした象徴」だと書いている。画像は19世紀イギリスの墨流し模様。

『トリストラム・シャンディ』（The Life and Opinions of Tristram Shandy, Gentleman）は、イギリスの小説家ローレンス・スターンが書いた未完の小説。全9巻からなる小説で、1759年の末から1767年にかけ、2巻ずつ（ただし最後の第9巻は単独で）5回に分けて出版された。原題は『紳士トリストラム・シャンディの生涯と意見』である。

## 解説
一見、内容は荒唐無稽、奇抜そのものであり、例えば一貫したストーリーは欠如していて、牧師の死を悼む真っ黒に塗り潰されたページ、読者の想像のままに描いてほしいと用意された白紙のページ、タイトルだけが記された章、自分の思考を表す marble pages と呼ばれる墨流し絵のようなページ等、読者をからかうがごとき意匠に満ちている。アスタリスクやダッシュの多用、さらに、この作品の話の進行状況を曲線で表す等、まさしく奇抜な形態をほしいままにしている。
しかし、実はジョン・ロックの「観念連合」（連想作用）の理論を取り入れた緻密な配慮の下に語りが展開されており、登場人物の思考を無秩序で絶え間ない流れとして描く「意識の流れ」の手法を先取りしているとされる。そのため、後のマルセル・プルースト、 ジェイムズ・ジョイス、ヴァージニア・ウルフ、アンドレ・ジッド、オルダス・ハックスレーなどの、時間を意識した新心理主義文学の先駆的作品として評価は高い。
まともな小説であれば守るべき語り方のルールを片っ端から破り、ありがちな小説の形式を徹底的に破壊することによって小説というものが本来備えている形式を自覚させる、すなわち掟破りによって掟を自覚させるところが、ロシア・フォルマリズムの批評家ヴィクトル・シクロフスキーに評価され、「世界文学における最も典型的な小説だ」と評されたこともある。
ヨーロッパ近代小説の勃興期である18世紀に書かれた作品であるにもかかわらず、語り手トリストラムが読者たちと対話するなどメタフィクション的な仕掛けに富み、古今の文献から断片的な引用をつなぎ合わせてマニア的な知識をひけらかすところはポストモダン文学を思わせる。ウェブサイトに代表されるようなハイパーテキスト（多数の文章の断片をリンクで結んだテキスト）の先駆けとも言われている。実際、めまぐるしく脱線しながら短い話がでたらめに並べられていく本作を読むのは、首尾一貫した構成を持つ近代小説というより、ウェブサイトやブログをまとめ読みする感覚に近い。
ただし、そうした見かけの「現代性」は本作によって突然変異的に発生したわけではなく、むしろエラスムスの『痴愚神礼讃』、ラブレーの『ガルガンチュア物語』、セルバンテスの『ドン・キホーテ』、スウィフトの『桶物語』といった過去の滑稽文学・諷刺文学の伝統に根ざした特徴である。作者と読者との交流、メタフィクション的な語り、アスタリスクやダッシュを多用するタイポグラフィ上の実験といったものも、実はサミュエル・リチャードソンやヘンリー・フィールディングといった18世紀イギリスの先輩作家、そして『イーフレイム・トリストラム・ベイツ氏の生涯と回想』（1756年）といった同時代の小説の影響を色濃く受けている。
とはいえ、全9巻を通してあの手この手で読者をからかい続ける本作が、他にはあまり例のない、とびきり奇妙な小説であることはまぎれもない事実である。

## あらすじ

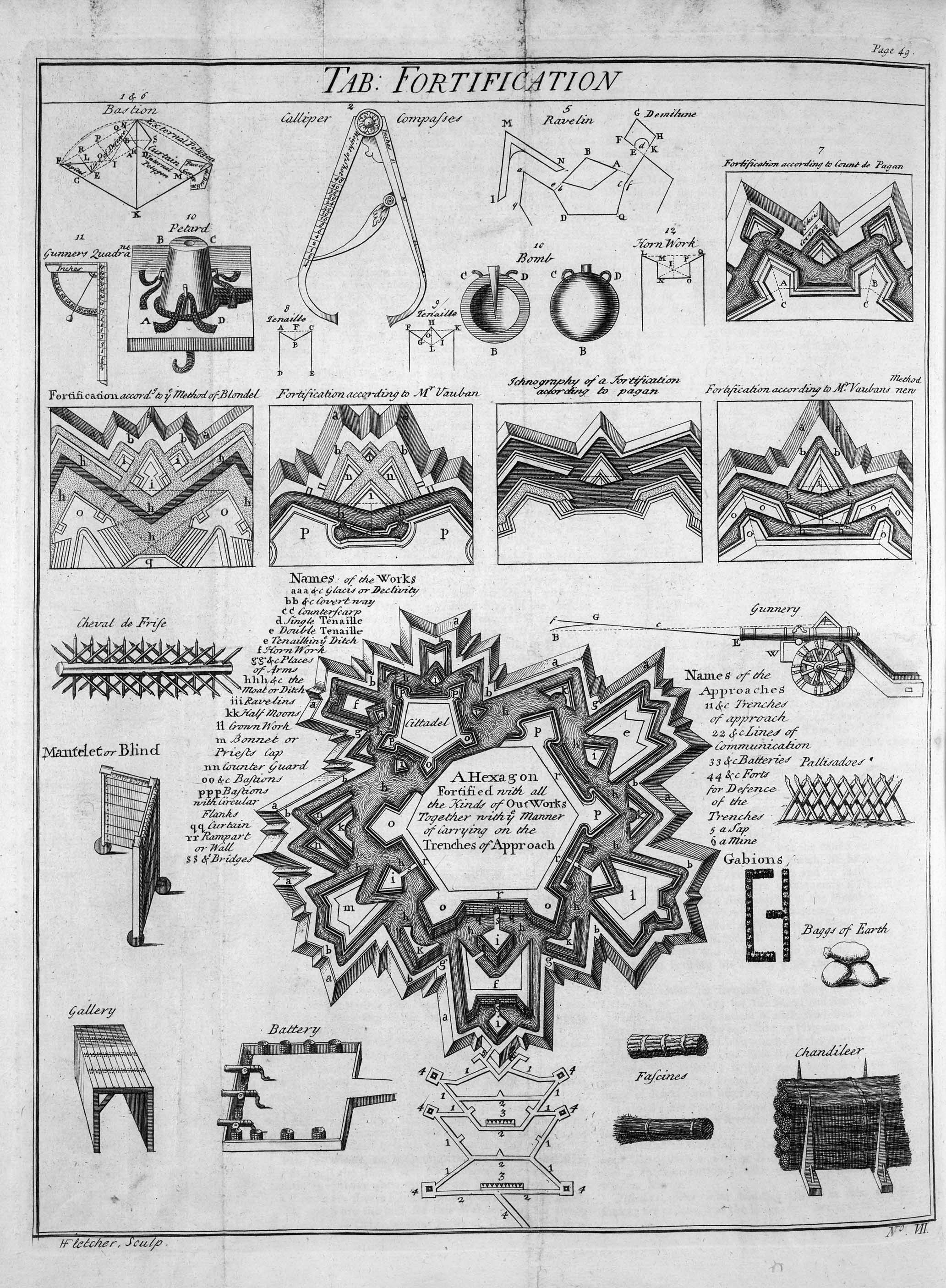
イーフレイム・チェンバーズによる百科事典『サイクロペディア』（1728年）より、項目「築城術」の図版。

一応のプロットは、ヨークシャーの地主階級に属する紳士トリストラム・シャンディが、1718年11月5日に生まれた自分の半生を回想し、それを極めて詳細に物語るというものだが、完璧な自伝を書き上げることを目指すトリストラムは、人生の始まりを語るにあたって、誕生の瞬間ではなく、自分が精子の小人（左図参照）として射精される瞬間から語り起こすといった細部への異様なこだわりを示す。そのため、彼の話は脱線に脱線を重ねてなかなか先に進まない。全9巻中の第3巻までは、トリストラムが誕生した日を語るためだけに費やされるほどである。そのため物語の中心人物はトリストラム本人というより、彼の誕生と成長を見守る父のウォルター・シャンディおよび叔父のトウビー・シャンディと言った方がよい。しかも叔父トウビーに関わる挿話の多くは、トリストラムが誕生する以前の出来事である。
50代半ばのウォルター・シャンディはかつてレヴァント会社でトルコとの貿易に携わっていたが、今は引退してヨークシャーの屋敷で暮している。古代ギリシア・ローマから現代にいたるさまざまな書物を渉猟して博識になったウォルターは、書物から得た知識に基づき、自分の跡取り息子を完璧な神童に育て上げようとする。彼の理論によれば、子どもは完璧に大きな鼻を持ち、完璧な名前を持ち、完璧な教育を受ける必要があった。
しかしウォルターが子どもの分娩のために選んだ著名な産科医スロップは、へまをして赤ん坊の鼻をつぶしてしまう。ウォルターは生まれた息子のためにヘルメス・トリスメギストスにちなんで「トリスメジスタス」という完璧な名前を選ぶが、女中が複雑な名前を覚えられなかったせいで、息子は誤って「トリストラム」（「悲しみ・憂鬱」を意味する）と名付けられてしまう。さらにウォルターは息子を完璧に教育するためのマニュアル『トリストラピーディア』（トリストラム百科事典）を執筆するが、執筆に手間取っている間に息子は勝手に成長してしまうのだった。
一方、ウォルターの弟トウビー・シャンディは退役軍人であり、多くの時間を兄の屋敷の居間で過ごしている。彼はかつて大尉として従軍したナミュール包囲戦で股間のあたりに重傷を負い、退役を余儀なくされた。トウビーは見舞客たちに包囲戦の模様を物語ろうとするのだが、彼の話には築城術の専門用語が頻出するせいで、人々に話を完全に理解してもらうことができず、トウビーは苦悩する。言葉に頼らず地図を使って視覚的に説明することを思い付いたトウビーは、包囲戦を理路整然と物語れるようにナミュールの地図を築城術的に研究するが、見舞客への説明という当初の目的はたちまち忘れ去られ、彼はさまざまな城郭都市の地図のコレクションを作って築城術の研究に没頭することになる。

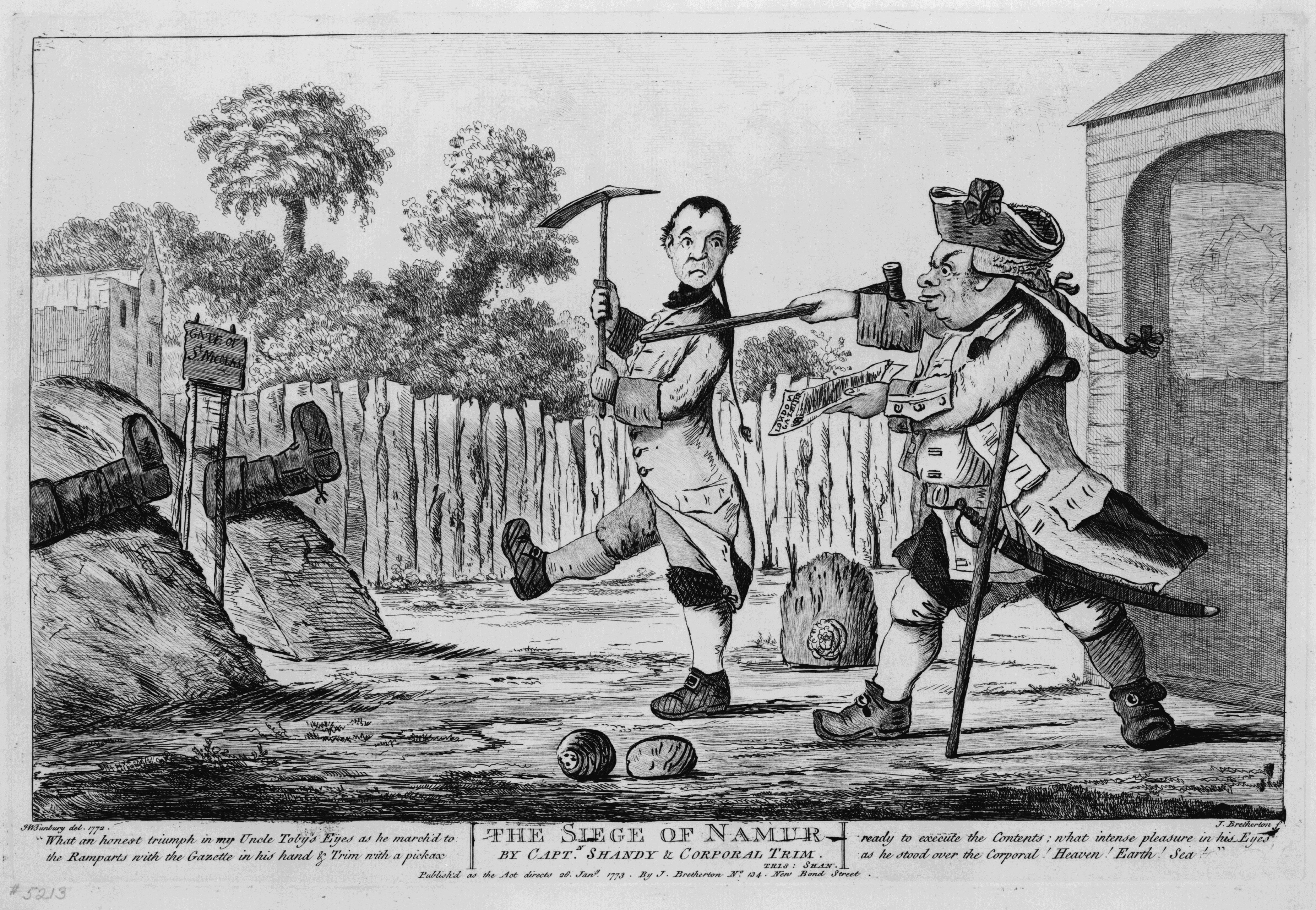
18世紀の諷刺画家ヘンリー・ウィリアム・バンベリーによって戯画化された、トリム伍長とトウビー・シャンディ大尉の包囲戦ごっこ。原作に登場する模型はこの絵よりはるかに精密である。

しかし地図の研究だけではいったん火の付いたマニア心がおさまらず、やがてトウビーは包囲戦をよりリアルに追体験することを望むようになる。そんなときトウビーの部下のトリム伍長は、屋敷の庭の一角に城郭都市の巨大な模型を作り、2人で包囲戦の一部始終を完璧に再現することを提案する。喜んだトウビーはさっそくトリムの提案を実行に移すことにする。それ以来トウビーとトリムの2人は、進行中のスペイン継承戦争で行なわれているさまざまな包囲戦を新聞報道に基づいて完璧に再現しようと日々精進を重ね、城郭都市の街並みや大砲などの精密なミニチュア制作と、庭に築いた城郭都市での包囲戦ごっこに明け暮れるのだった。
そんなトウビーの道楽に壊滅的な打撃が訪れる。1713年のユトレヒト条約によって戦争は終結し、再現すべき包囲戦がなくなってしまったのだ。落胆するトウビーに、隣家に住む妖艶な未亡人ウォドマン夫人が急接近する。恋を知らない純情なトウビーはうろたえるが、やがて彼女への愛に目覚めたトウビーは、彼女に求婚すべく、トリムとともにウォドマン夫人の屋敷に向かう。しかし理想の夫を求めていたウォドマン夫人は、トウビーに惹かれながらも、一つ気になることがあった。トウビーは夫としての身体的機能を果たすことができるのか、トウビーが傷を受けた場所はいったいどこなのか……。
ウォルターやトウビーの物語を書き進めるトリストラム自身も、重大な苦境に立たされていた。完璧な自伝を目指して、自分の人生に関わることなら連想のおもむくまま思い付いたことをすべて書き連ねていく彼の文章は、書いても書いてもいっこうに終わらないのだ。しかも当初はベストセラーとなった『トリストラム・シャンディ』も巻を重ねるにつれて売上げが落ち、経済的にも苦しくなってきたのだった。次第にトリストラムは、作者ローレンス・スターンの分身としての様相を濃くしていく。作者自身と同様に結核を病んで体力を消耗していくトリストラムは、ついに死神の訪問を受ける。しかし彼は陽気な笑いの力によって死神を追い払い、さらに追ってくる死神から逃れるために、大急ぎでイギリスを離れてフランスからイタリアへと猛スピードの旅を続けるのだった……。そして、話はトリストラム＝スターンの死により、未完のまま終わるのである（正確には、第9巻発表後に『センチメンタル・ジャーニー』を発表、直後に亡くなったため続きはついに書かれなかった）。

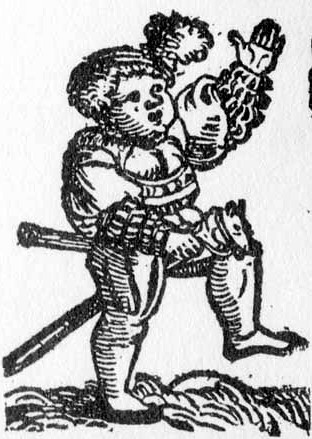
道楽馬

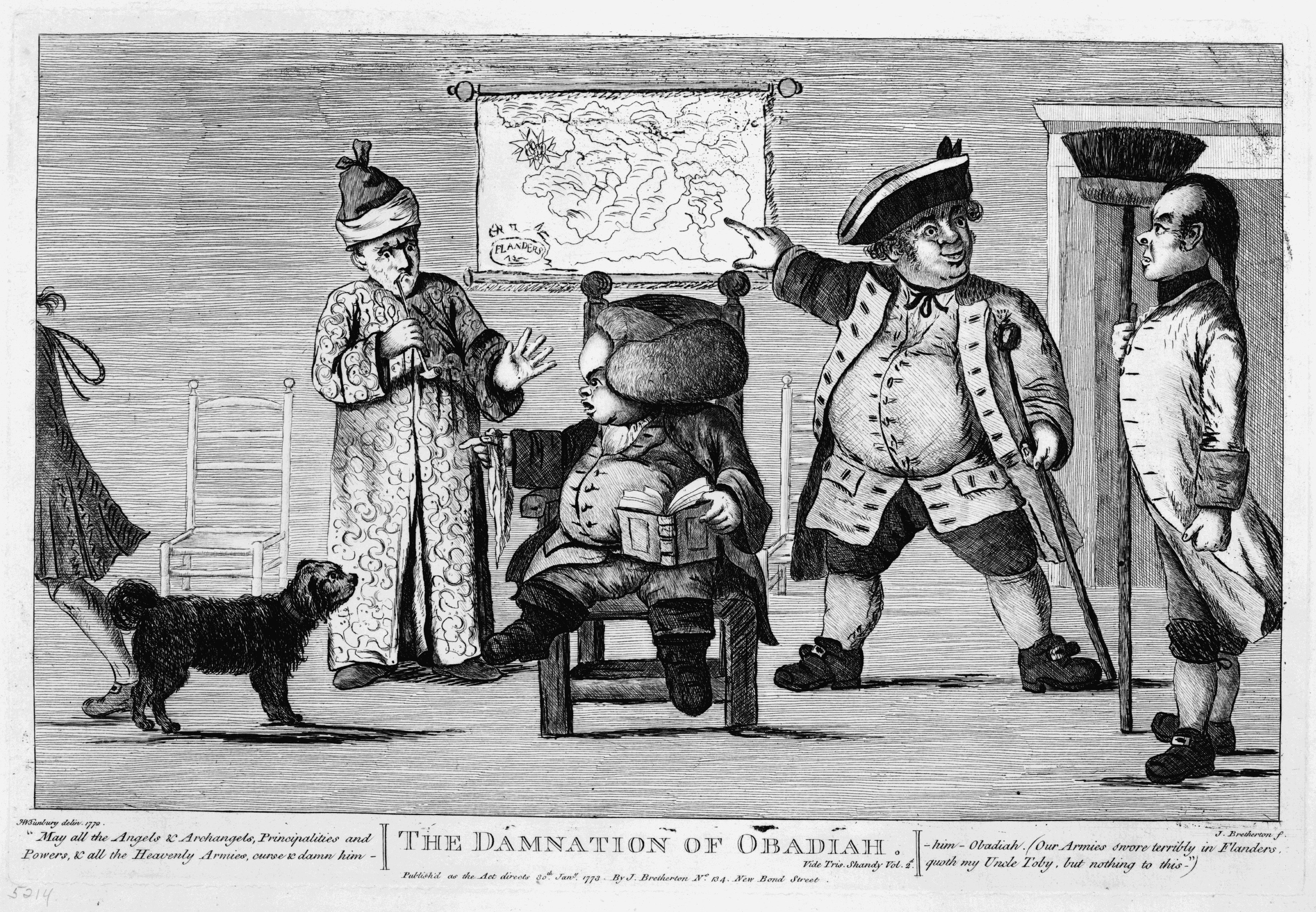
シャンディ家の使用人オバダイアーを罵る産科医スロップ。スロップの左にウォルター、右にトウビーとトリムが立っている。バンベリーによる戯画。

ウォルターとトウビーのシャンディ兄弟に関わる物語のほかにも、ウォルターの妻エリザベスが柱時計のねじの巻かれる音を聞くと、観念連合の作用によってあらぬことを連想してしまう話（第1巻）、作者ローレンス・スターンのもう一人の分身である教区牧師ヨリックが教会内の大物を冗談の種にして失脚する話（第1巻）、宗教対立がもたらす残虐な拷問を糾弾するヨリックの説教（第2巻）、産科医スロップがシャンディ家の使用人オバダイアーを罵るために朗読するカトリック教会の破門状（第3巻）、鼻に関するあらゆる知識を網羅した架空の百科事典から引用された、巨大な鼻を持つ男の話「スラウケンベルギウスの物語」（第4巻）、聖職者フュータトーリアスのズボンの股間に焼けた栗が落ちて大騒ぎになる話（第4巻）、先人の書物からの盗作を批判した文章が、まるごと先人からの盗作になっている手の込んだパロディ（第5巻）、5歳になったトリストラムが上開きの窓からおしっこをしていて落ちてきた窓枠に「割礼」される話（第5巻）、お涙頂戴の感傷的な話を好む時代の要請におもねって挿入された、病気の将校と幼い息子の悲話「ル・フィーヴァーの物語」（第6巻）、複数の登場人物が旅行する時空が入り混じってしまうフランス旅行記（第7巻）、トリストラムが恋人ジェニーとの関係で性的不能に陥いる場面（第7巻）、脱線にさえぎられていつまでたっても話が始まらない「ボヘミア王とその七つの城の話」（第8巻）、この大長編を鮮やかに締めくくる男根（コック）と雄牛（ブル）の話（第9巻）など、興味深い挿話が詰まっている。

## 日本への紹介
日本には、1897年に夏目漱石によって初めて紹介され、『吾輩は猫である』に影響を与えたとされる。なお英文学者でもあった作家伊藤整の『得能五郎の生活と意見』、『伊藤整氏の生活と意見』は、題名を拝借したものである。
原文は難解を極め長い間翻訳されなかったが、1966年に朱牟田夏雄による全訳『紳士トリストラム・シャンディの生涯と意見』が、筑摩書房「世界文学大系」で、リチャードソン『パミラ』との合本で刊行。1972年に新版刊行し重版されている。
朱牟田訳は、1966年度の読売文学賞（研究・翻訳賞）を受賞。1968年に大型限定版（箱入り全1巻、筑摩書房）が刊行した。1969年に『トリストラム・シャンディ』に改題し岩波文庫で刊行。

### 訳書
岩波文庫版
- The Life and Opinions of Tristram Shandy, Gentleman, 1759
  - 『トリストラム・シャンディ』 朱牟田夏雄訳、岩波文庫（上中下）、1969年

復刊ドットコムへの投票多数により、2006年7月に重版（復刊）、2009年12月に改版。のち電子出版

1. 上巻　ISBN 978-4003221211
2. 中巻　ISBN 978-4003221228
3. 下巻　ISBN 978-4003221235

別訳版
- 『トリストラム・シャンディ氏の生活と意見』 綱島窈訳、八潮出版社、1987年
  - 新版「トリストラム・シャンディ」グーテンベルク21（上下、電子書籍）、2022年

## 映画
2005年、イギリスの映画監督マイケル・ウィンターボトムによって、“A Cock and Bull Story ”というタイトルで映画化された。アメリカなどでは原作の名を加えて“Tristram Shandy: A Cock and Bull Story ”のタイトルで公開されている。日本では劇場未公開。ただし2007年4月に洋画★シネフィル・イマジカで『トリストラム・シャンディの生涯と意見』の邦題で放映された。
「でたらめな話」を意味するタイトル（ただし直訳は「雄鶏と雄牛の話」）を持ったこの映画は、原作の荒唐無稽さを活かすべく、原作のエピソードを忠実に映画化して一貫したストーリーを作る試みを中途半端なまま放棄し、むしろ映画版『トリストラム・シャンディ』を制作する人々が直面する滑稽な苦境を、原作の登場人物たちが巻き込まれる苦境に重ね合わせつつ喜劇的に描いている。フェデリコ・フェリーニの『8 1/2』やフランソワ・トリュフォーの『映画に愛をこめて アメリカの夜』の系譜に連なる「映画についての映画」でもある。
ウォルターやトウビーのマニアぶりがあまり描かれない代わりに、アート系映画マニアの制作助手や戦闘シーンのエキストラを統率する軍事史マニアが熱弁をふるい、原作ではトリストラムの恋人である「ジェニー」という名の女性が、トリストラムを演じる役者の恋人として現われるなど、一見無関係に見えるところでも原作につながっている。
脚本はマーティン・ハーディ名義だが、これはウィンターボトム映画の脚本を数多く手がけているフランク・コットレル・ボイスの変名とされる。
音楽はオリジナルスコアではなく、ピーター・グリーナウェイの『英国式庭園殺人事件』の音楽（マイケル・ナイマン作曲）、フェリーニの『8 1/2』の音楽（ニーノ・ロータ作曲）、ロベルト・シューマンのピアノ五重奏曲などが効果的に使われている。

### キャスト
- トリストラム・シャンディ/ウォルター・シャンディ：スティーヴ・クーガン（二役）
- トウビー・シャンディ：ロブ・ブライドン
- スロップ：ディラン・モーラン
- ヨリック牧師：スティーヴン・フライ
- スザナー：シャーリー・ヘンダーソン
- マーク：ジェレミー・ノーサム
- ウォドマン夫人：ジリアン・アンダーソン
- イアン・ハート
- ナオミ・ハリス
- デヴィッド・ウォリアムス